# Johan Bojer
Johan Bojer, norveški pisatelj, * 6. marec 1872, Ørkedalsøren, † 3. julij 1959.

## Življenjepis
Bojer se je rodil kot Johan Kristoffer Hansen neporočenima staršema. Odraščal je v rejniški družini v Rissi blizu Trondheima. Od mladosti naprej je delal na kmetiji, kasneje pa se je zaposlil kot knigovodja. Po smrti očeta v letu 1894 je prevzel priimek Bojer.
Že v mladosti se je navdušil nad pisanjem in leta 1893 objavil svojo prvo delo, Unge tanker. Pisateljsko najbolj ploden je bil v dvajsteih letih 20. stoletja.  V svojih delih se je največ ukvarjal z opisovanjem revnega norveškega kmeta in ribiča, kasneje pa tudi z opisom norveških izdeljencev v ZDA. Kritiki kot njegovo najboljše delo ocenjujejo roman Zadnji viking  (Den siste viking), ki realistično opisuje življenje ribičev iz Trøndelaga, ki vsako zimo ribarijo v vodah okoli Lofotov.